# Luigi Carraro (politico)
Luigi Carraro (Padova, 19 febbraio 1916 – Padova, 8 novembre 1980) è stato un giurista e politico italiano.

## Biografia
Studioso di diritto civile, fu preside della facoltà di giurisprudenza dell'Università di Padova e consigliere d'amministrazione della Italstrade s.p.a di Milano.
Nel 1968 fu eletto Senatore della Repubblica Italiana, rimanendo in carica per quattro legislature consecutive (V, VI, VII, VIII) tra le file della Democrazia Cristiana nella regione Veneto, e durante la VI legislatura ricoprì l'incarico di Presidente della Commissione parlamentare Antimafia (1972-1973). Dal 1976 (VII legislatura) fino alla sua morte nel 1980 (VIII legislatura) fu vicepresidente del Senato della Repubblica Italiana..

## Opere
- Il diritto sul documento, Padova, CEDAM, 1941.
- Il negozio in frode alla legge, Padova, CEDAM, 1943.
- Il mandato ad alienare, Padova, CEDAM, 1947.